# Chirițești, Prahova
Chirițești este un sat în comuna Izvoarele din județul Prahova, Muntenia, România.